# كليوباترا (لوحة)
كليوباترا (بالإنجليزية: Cleopatra)‏ لوحة زيتية بريشة الرسام البريطاني جون وليام ووترهاوس رسمها عام 1887، تصور اللوحة الملكة كليوباترا أخر فراعنة مصر القديمة. ملكية اللوحة ضمن مجموعة خاصة. 

## الوصف
هذه اللوحة هي تصوير رائع لكليوباترا. كليوباترا دائمًا ما كانت أمرأة غامضة في المخيلة الغربية ، لم يتم الاتفاق مطلقًا على ما إذا كانت شهرة كليوباترا الكبيرة بسبب جمالها أو بسبب صفاتها. تمكن ووترهاوس من تشابك هاتان السمتين تمامًا. إنه يصور امرأة ذات قوة كبيرة ، بحيث يعرض ذكائها وحياتها الخاصة في هذه اللوحة. تتكأ كليوباترا وتكشف عن القليل من جسدها ، ولكنها تظهره بشكل مغري. ومع ذلك فإن مركز اللوحة هو بلا شك عينيها. الطاقة التي تنضح من تعبير كليوباترا واضحة. تبدو عدوانية ، لكنها آسرة تمامًا. من الصعب أن تنظر بعيدًا عن وجهها. تعتبر معالجة ووترهاوس للطلاء متنوعة فعالة للغاية. قام بتظليل جلد كليوباترا بعناية ورسم شعرها بدقة ، لكنه استخدم ضربات فرشات قاسية وعريضة على الحائط والحزام ، مما ينقل نسيج الذهب بنجاح. هناك أيضًا ازدواجية في وضع كليوباترا - إحدى يديها ترتكز على تمثال الأسد بينما الأخرى تنحني عند خصرها ، وتبدو غير صبور ومضطربة ، مما يضفي بعدًا آخر على تعبيرها. على الرغم من صعوبة تمييز أفكار كليوباترا ومعنى وجهها ، إلا أنها تظهر بوضوح على أنها امرأة تتمتع بقوة وسلطة عظيمتين. ما تحمله في نهاية المطاف أكثر من ألفي عام هو القوة الهائلة وجاذبية الفرعون الأخير.